# Partick Thistle F.C.
Partick Thistle Football Club – profesjonalny szkocki klub piłkarski z Glasgow, grający obecnie w Scottish Championship.

## Sukcesy
- Puchar Szkocji: 1921
- Puchar Ligi Szkockiej: 1972

## Obecny skład
Stan na 6 września 2015
| Nr | Poz. | Piłkarz                      |
| -- | ---- | ---------------------------- |
| 1  | BR   | Tomáš Černý                  |
| 2  | OB   | Gary Miller                  |
| 3  | OB   | Danny Seaborne (wicekapitan) |
| 4  | PO   | Sean Welsh                   |
| 5  | OB   | Callum Booth                 |
| 6  | PO   | Abdul Osman (kapitan)        |
| 7  | PO   | David Amoo                   |
| 8  | PO   | Stuart Bannigan              |
| 9  | NA   | Kris Doolan                  |
| 10 | PO   | Ryan Stevenson               |
| 11 | PO   | Steven Lawless               |

| Nr | Poz. | Piłkarz          |
| -- | ---- | ---------------- |
| 12 | BR   | Ryan Scully      |
| 13 | OB   | Frédéric Frans   |
| 14 | NA   | Christie Elliott |
| 15 | OB   | Mustapha Dumbuya |
| 17 | OB   | Liam Lindsay     |
| 18 | PO   | David Wilson     |
| 20 | PO   | Declan McDaid    |
| 22 | PO   | Gary Fraser      |
| 23 | NA   | Robbie Muirhead  |
| 35 | BR   | Paul Gallacher   |
| 99 | NA   | Mathias Pogba    |

## Europejskie puchary
Legenda do wszystkich tabel:
- Q – runda eliminacyjna, 1/16, 1/8, 1/4, 1/2 – odpowiednia faza rozgrywek, Grupa – runda grupowa, 1r gr – pierwsza runda grupowa, 2r gr – druga runda grupowa, F – finał, R – runda, PO – play-off
- k. – rzuty karne, los. – losowanie, Dogr. – dogrywka, w. – zasada bramek strzelonych na wyjeździe

| Sezon   | Rozgrywki              | Runda   | Przeciwnik      | Dom | Wyjazd | Ogólnie    |
| ------- | ---------------------- | ------- | --------------- | --- | ------ | ---------- |
| 1963/64 | Puchar Miast Targowych | 1R      | Glentoran       | 3–0 | 4–1    | 7–1        |
| 1963/64 | Puchar Miast Targowych | 2R      | Spartak Brno    | 3–2 | 0–4    | 3–6        |
| 1972/73 | Puchar UEFA            | 1R      | Budapest Honvéd | 0–3 | 0–1    | 0–4        |
| 1995    | Puchar Intertoto       | Grupa 6 | LASK Linz       |     | 2–2    | 4. miejsce |
| 1995    | Puchar Intertoto       | Grupa 6 | Keflavík        | 3–1 |        | 4. miejsce |
| 1995    | Puchar Intertoto       | Grupa 6 | FC Metz         |     | 0–1    | 4. miejsce |
| 1995    | Puchar Intertoto       | Grupa 6 | NK Zagreb       | 1–2 |        | 4. miejsce |